# Venus In situ Composition Investigations
Venus In situ Composition Investigations è una missione spaziale della NASA proposta nel 2017 nell'ambito del programma New Frontiers il cui lancio sarebbe stato previsto nel 2024 verso Venere.
La missione prevedeva l'invio di due lander identici per lo studio della tessere di Venere, formazioni particolari della superficie. Il progetto non fu però selezionato tra i finalisti del programma New Frontiers del 2017.